# Urmella
Urmella és un poble aragonès pertanyent al municipi de Bissaürri, comarca de la Ribagorça. S'hi parla el benasquès. Està situat a 1250 metres d'altitud, però és un lloc amb poca obaga i hi toca molt el sol. Això provoca que el clima sigui muntanyós però les nevades són escasses.
És troba a la dreta del torrent d'Urmella, afluent, per l'esquerra, de l'Éssera, que neix als vessants meridional i occidental de la tuca d'Urmella (2.535 m, contrafort meridional del pic Gallinero), que s'uneix al seu col·lector a prop de Castilló de Sos. De la seva parròquia (Sant Just), que era de la jurisdicció de l'abat de Sant Victorià, depenien els llogarets de Renanué i de Rins. Formà un municipi (del qual depenia la quadra de les Fades), agregat al s XIX al d'Arassant. En aquest indret hi havia hagut l'antic monestir d'Orema.
El Monestir d'Urmella és un monestir benedictí d'estil romànic del segle xi, situat al municipi de Bissaürri, dins de la Franja de Ponent a la comarca de la Ribagorça a l'indret conegut com a Urmella. Fou dependència de l'abadia de Sant Victorià d'Assan des del 1044.